# FBI : Enquête interdite
Pour plus de détails, voir Fiche technique et Distribution.
FBI : Enquête interdite (Mindstorm) est un téléfilm fantastique canadien réalisé et écrit par Richard Pepin et diffusé le 28 février 2001 sur Sci Fi Channel.
En France, le téléfilm a été diffusé dans les années 2000 sous deux titres : FBI : Enquête interdite et Le Sanctuaire.

## Synopsis
Tracy Wellman, une détective privée dotée de capacités sensorielles hors du commun, et son fiancé Dan Oliver, agent du FBI, enquêtent sur la disparition de la fille d'un sénateur en campagne pour la Maison Blanche. Cette dernière aurait rejoint le culte d'une secte millénariste...

## Fiche technique
- Tire original : Mindstorm
- Titre français : FBI : Enquête interdite
- Réalisateur : Richard Pepin
- Scénario : Paul A. Birkett d'après une histoire de Richard Pepin et Michael Derbas
- Producteurs : Michael Derbas, Richard Pepin et Melanie J. Elin
- Producteur exécutif : David Shoshan
- Musique : John Sereda
- Directeur de la photographie : Adam Sliwinski
- Montage : Pamela et Richard Benwick
- Distribution : Blair Law
- Décors : Vladislav Fyodorov
- Costumes : Michele Lyle
- Effets spéciaux de maquillage : Bryon Callaghan et Alla Kornilov
- Effets visuels : Richard Trus
- Production : Avrio Stoneridge Entertainment et Mindstorm Productions
- Distribution : Imageworks Entertainment international
- Durée : 97 minutes
- Langue : anglais
- Pays :  Canada

## Distribution
- Antonio Sabàto, Jr. : Dan Oliver
- Emmanuelle Vaugier : Tracy Wellman
- Clarence Williams III : Walter Golden
- Ed O'Ross : Le Concierge
- Michael Moriarty : Schmidt
- William B. Davis : Parish
- Michael Ironside : Sénateur Bill Armitage
- Eric Roberts : David Mendez
- Sarah Carter : Rayanna Armitage
- Mark Holden : Agent Mark Taft
- Regina Gelfand : Ida
- William Taylor : Agent Henry
- James Nichol Kirk : Malcolm jeune
- Kirsten Prout : Tracy Wellman jeune
- Kirsten Robek : Jeanette

## Autour du film
Des scènes entières tirées du film Le Seul Témoin de Peter Hyams ont été réutilisées lors de la fusillade du chalet ainsi que la poursuite avec l'hélicoptère. Ces scènes de stock-shots ont permis de faire des économies sur la production en ce qui concerne les cascades.